# Holger Brück
Holger Brück (* 30. September 1947 in Kassel) ist ein ehemaliger Fußballspieler, der bisweilen noch als Trainer aushilft.
Seit 1967 spielte er als Jugendlicher und anschließend als Regionalligaspieler beim KSV Hessen Kassel. Von 1972 bis 1981 bestritt Brück 231 Erst- und 40 Zweitliga-Spiele als offensiver Abwehrspieler und Mittelfeldspieler für Hertha BSC. Dabei gelangen ihm 27 Tore. 1981 wechselte er zurück nach Kassel. Für den KSV  Hessen Kassel absolvierte er acht Zweitligaspiele.
Bei den Calgary Boomers in Kanada beendete Brück zunächst nach der Saison 1981/82 seine aktive Profilaufbahn, kehrte aber noch in dieser Saison nach Kassel in die 2. Bundesliga zurück. Von 1982 bis 1986 spielte er dann für den GSV Eintracht Baunatal in der Landesliga Hessen Nord und in der Oberliga Hessen. 1987 kehrte er erneut zum KSV Hessen zurück und bestritt noch weitere 45 Oberligaspiele und in der Saison 1989/90 weitere fünf Zweitligaspiele für Hessen Kassel.
Brück engagierte sich anschließend als Präsident und Trainer des KSV Hessen Kassel und war maßgeblich am Neuanfang und Wiederaufbau nach dem Konkurs sowie in Krisenzeiten des traditionsreichen Kasseler Fußballvereins beteiligt. Bereits während seiner aktiven Zeit in Baunatal übernahm er am 13. Mai 1987 das Traineramt beim KSV Hessen Kassel. Auch später war er mehrfach Interimstrainer sowohl der ersten als auch der zweiten Mannschaft. So betreute er die zweite Mannschaft des KSV Hessen  in den Saisonen 1988/89 und 1994/95 und die erste Mannschaft in der Saison 1995/96 und als Interimstrainer im Jahr 2001 (zweimal). Am 3. Februar 1998 wurde er zum 1. Vorsitzenden des neuen Kurhessischen Sportverein Hessen Kassel gewählt, dessen erste Mannschaft in der Kreisliga neu beginnen musste. Am 26. Juli 2002 wechselte er für einige Jahre in den  Aufsichtsrat.
Holger Brück lebt in Kassel. Er betreibt dort ein Sportgeschäft und ist für den DFB tätig.  Im Herbst 2011 stellte er sich abermals als Interimstrainer dem KSV zur Verfügung, bis Ende des Jahres Uwe Wolf gefunden werden konnte.

## Erfolge
- Deutscher Vizemeister 1975
- Bundesliga-Dritter 1978
- DFB-Pokalfinalist 1977 und 1979
- UEFA-Pokal-Halbfinalist 1979